# Valley Springs (Califòrnia)
Valley Springs és una concentració de població designada pel cens dels Estats Units a l'estat de Califòrnia. Segons el cens del 2000 tenia 2.560 habitants.

## Demografia
Segons el cens del 2000, Valley Springs tenia 2.560 habitants, 960 habitatges, i 740 famílies. La densitat de població era de 100,7 habitants/km².
Dels 960 habitatges en un 34,6% hi vivien nens de menys de 18 anys, en un 61,6% hi vivien parelles casades, en un 11,5% dones solteres, i en un 22,9% no eren unitats familiars. En el 19,2% dels habitatges hi vivien persones soles el 8% de les quals corresponia a persones de 65 anys o més que vivien soles. El nombre mitjà de persones vivint en cada habitatge era de 2,67 i el nombre mitjà de persones que vivien en cada família era de 3,02.
Per edats la població es repartia de la següent manera: un 27,2% tenia menys de 18 anys, un 7,4% entre 18 i 24, un 24,5% entre 25 i 44, un 25,4% de 45 a 60 i un 15,5% 65 anys o més.
L'edat mediana era de 39 anys. Per cada 100 dones de 18 o més anys hi havia 93,1 homes.
La renda mediana per habitatge era de 43.125 $ i la renda mediana per família de 45.327 $. Els homes tenien una renda mediana de 36.524 $ mentre que les dones 29.861 $. La renda per capita de la població era de 19.670 $. Entorn del 9,7% de les famílies i el 9,9% de la població estaven per davall del llindar de pobresa.

## Poblacions més properes
El següent diagrama mostra les poblacions més properes.